# Newton W. Gilbert
Newton Whiting Gilbert, född 24 maj 1863 i Worthington i Ohio, död 5 juli 1939 i Santa Ana i Kalifornien, var en amerikansk republikansk politiker. Han var Indianas viceguvernör 1901–1905 och ledamot av USA:s representanthus 1905–1906.
Efter studier vid Ohio State University studerade Gilbert juridik och inledde sin karriär som advokat i Angola i Indiana. Han deltog som frivillig i spansk-amerikanska kriget.
Gilbert efterträdde 1901 William S. Haggard som viceguvernör och efterträddes 1905 av Hugh Thomas Miller. Därefter efterträdde han James McClellan Robinson som kongressledamot och efterträddes 1906 av Clarence C. Gilhams. År 1913 tjänstgjorde han som tillförordnad generalguvernör över Filippinerna.
Gilbert avled 1939 i Kalifornien och gravsattes på Circle Hill Cemetery i Angola i Indiana.